# قلعة قمتقاي
قلعة قمتقاي هي قلعة تاريخية تعود إلى عصر ألفية 3 ق.م، وتقع في قمتقاي.